# Nealkes
Nealkes (gr. Νεάλκης) – starożytny malarz grecki działający w połowie III wieku p.n.e. 
Jako przyjaciel Aratosa z Sykionu przebywał czasowo w Egipcie, uczestnicząc w poselstwie wysłanym do Ptolemeusza Euergetesa. Namalował tam obraz Wenus oraz przedstawienie bitwy floty perskiej z egipską na Nilu w 346 roku p.n.e. Wiadomo też, że odrestaurował malowany przez Melantiosa portret samego Aratosa (obok Nike) jako zwycięzcy w wyścigach. Jego uczniem i pomocnikiem był Erigonos. 
Miał córkę Anaksandrę, również malarkę.